# Accra (Schiff, 1926)
Die Accra (II) war ein 1926 in Dienst gestelltes Passagierschiff der britischen Reederei Elder Dempster & Company, das Passagiere und Fracht von Großbritannien nach Westafrika und beförderte. Am 26. Juli 1940 wurde die Accra westlich von Irland von einem deutschen U-Boot versenkt, wobei 24 Passagiere und Besatzungsmitglieder ums Leben kamen.

## Geschichte
Das 9337 BRT große Motorschiff Accra wurde bei Harland & Wolff im nordirischen Belfast gebaut. Das 137,5 Meter lange und 18,9 Meter breite Schiff hatte einen Schornstein, zwei Masten und zwei Propeller und wurde von zwei Dieselmotoren angetrieben, die 1.700 nominale PS leisteten und das Schiff auf 14,5 Knoten beschleunigen konnten. Die Accra konnte 243 Passagiere der Ersten Klasse und 70 Passagiere der Zweiten Klasse aufnehmen und hatte eine Besatzung von 130 Personen.
Sie war das identische Schwesterschiff der Apapa (II) (9333 BRT), die ebenfalls bei Harland & Wolff gebaut und Anfang 1927 in Dienst gestellt wurde. Die Accra lief am 18. März 1926 vom Stapel, wurde am 17. August 1926 fertiggestellt und lief im darauffolgenden Monat zu ihrer Jungfernfahrt von Liverpool nach Westafrika aus. Auf dieser Route blieb das Schiff in den folgenden Jahren. Nach Kriegsausbruch 1939 war die Accra weiterhin im zivilen Passagierverkehr tätig.
Am 23. Juli 1940 lief die Accra unter dem Kommando von Kapitän John Joseph Smith in Liverpool zu einer weiteren Überfahrt nach Freetown und anderen Häfen Westafrikas aus. Das Schiff war Teil des Konvois OB-188. An Bord waren 166 Besatzungsmitglieder, 323 Passagiere und 1700 Tonnen Fracht. Drei Tage nach der Abfahrt, am 26. Juli 1940, wurde der Konvoi 320 Seemeilen westlich von Bloody Foreland an der Küste der irischen Grafschaft Donegal von dem deutschen U-Boot U 34 (Kapitänleutnant Wilhelm Rollmann) angegriffen. Um 14.47 Uhr feuerte U 34 einen Fächer von drei Torpedos ab. Die Accra und das 4.359 BRT große Motorschiff Vinemoor wurden von je einem Torpedo getroffen.
Die Accra ging eine Stunde und 15 Minuten später unter (Position 55.40N/16.28W). Vier Besatzungsmitglieder und ein Passagier kamen dabei um. Acht weitere Besatzungsmitglieder und elf Passagiere ertranken, als eines der Rettungsboote in der aufgewühlten See kenterte und sank. 154 Besatzungsmitglieder, darunter Kapitän Smith, und 311 Passagiere überlebten. Sie wurden von dem britischen Dampfer Hollinside, dem norwegischen Dampfer Loke, der Sloop HMS Enchantress (Commander Alan K. Scott-Moncrieff) und der Korvette Clarkia (Lt. Commander Frederick J. G. Jones) aufgenommen. Die beiden Kriegsschiffe brachten sie zurück nach Liverpool. Nach dem Tanker Thiara (10.364 BRT) war die Accra das zweitgrößte von U 34 versenkte Schiff.